# Kitzmiller
Kitzmiller is een plaats (town) in de Amerikaanse staat Maryland, en valt bestuurlijk gezien onder Garrett County.

## Demografie
Bij de volkstelling in 2000 werd het aantal inwoners vastgesteld op 302.
In 2006 is het aantal inwoners door het United States Census Bureau geschat op 284, een daling van 18 (-6,0%).

## Geografie
Volgens het United States Census Bureau beslaat de plaats een oppervlakte van
0,7 km², geheel bestaande uit land. Kitzmiller ligt op ongeveer 540 m boven zeeniveau.

## Plaatsen in de nabije omgeving
De onderstaande figuur toont nabijgelegen plaatsen in een straal van 16 km rond Kitzmiller.